# 卡斯蒂利亞元帥區 (康塞普西翁省)
卡斯蒂利亞元帥區（西班牙語：Distrito de Mariscal Castilla），是秘魯的一個區，位於該國中部胡寧大區的康塞普西翁省，始建於1955年11月7日，面積743.84平方公里，海拔高度2,550米，2005年人口1,723，人口密度每平方公里2.3人。